# Князев, Александр Владимирович (химик)
Александр Владимирович Князев (род. 19 июля 1976, Горький) — российский кристаллохимик и физико-химик, профессор Национального исследовательского Нижегородского государственного университета им. Н. И. Лобачевского, директор Центра инновационного развития ННГУ (с апреля 2023 года по настоящее время), проректор по учебной работе (2021-2023 г.г.), декан химического факультета (2016—2021 г.г.), заведующий кафедрой аналитической и медицинской химии (с июня 2023 года по настоящее время). Руководитель аспирантской исследовательской школы «Новые материалы на основе неорганических соединений». Окончил химический факультет ННГУ (1998), кандидат химических наук (2000), доктор химических наук (2009), учёное звание профессора (2011).

## Биография
Автор более 280 статей в центральных академический и зарубежных журналах, 9 монографий (глав в книгах) и 6 учебных пособий. Индекс Хирша 17 (Web of Science), 19 (Scopus) на период июня 2025 года. Заместитель председателя конференции RCCT-2015. Организатор конференций Materials science of the future: research, development, scientific training (MSF) и Всероссийской конференции молодых ученых-химиков (с международным участием). Подготовил 2 докторов наук (Прозоров Д. А.-2019, Буланов Е.Н.-2024) и 12 кандидатов наук (Гурьева Т. А.-2006, Власова Е. В.-2009, Сазонов А. А.-2011, Буланов Е. Н.-2012, Ладенков И. В.-2013, Корокин В. Ж.-2016, Крашенинникова О. В.-2017, Комшина М. Е.-2017, Шипилова А. С.-2018, Сыров Е. В.-2021, Алахмад А.-2022, Шварева А.Г.-2023).

## Научные интересы
- Кристаллохимия
- Химическая термодинамика неорганических и органических соединений
- Радиохимия

## Награды и премии
1. Медаль Министерство науки и высшего образования Российской Федерации “За вклад в реализацию государственной политики в области образования” (17.09.2021)
2. Благодарность Министерство науки и высшего образования Российской Федерации (27.08.2021)
3. Профессор года в номинации “Естественные науки” (2018 г.).
4. Почетная грамота Министерства образования Нижегородской области (приказ № 2/пг от 23.01.2015)

## Членство в ведущих научных сообществах
1. Председатель Ученого совета химического факультета ННГУ.
2. Председатель нижегородского регионального отделения Общероссийской общественной организации «Российское профессорское собрание»[2]
3. Председатель диссертационного совета Д 212.166.08 и заместитель председателя диссертационного совета Д 212.166.12[3].
4. Член Наблюдательного совета ННГУ
5. Главный редактор журнала «Прикладная химия твердого тела»[4].
6. Член редколлегии «Журнала физической химии»
7. Член Федерального учебно-методического объединения (ФУМО) по химии.
8. Федеральный эксперт в научно-технической сфере.
9. Член экспертного совета Высшей аттестационной комиссии с 2014—2016 г.г.(ВАК РФ)[5].
10. Ученый секретарь Секции по химической термодинамике и термохимии Научного совета по физической химии РАН.
11. Член Ученого совета НИИ химии при ННГУ.

## Монографии и главы в книгах
1. Thorium: Chemical Properties, Uses and Environmental Effects. Глава: Knyazev A.V., Manyakina M.E. Thermophysical and Thermodynamic Properties of Oxygen-containing Compounds of Thorium. Издательство: New York. Nova Science Publishers. 2014.[6]
2. Apatite: Synthesis, Structural Characterization and Biomedical Applications. Глава: Bulanov Е.N., Knyazev A.V. High-temperature in situ XRD Investigations of Apatites. Structural Interpretation of Thermal Deformations. Издательство: New York. Nova Science Publishers. 2014.
3. Uranium: Sources, Exposure and Environmental Effects. Глава: Knyazev A.V., Manyakina M.E. Thermodynamic properties of uranium minerals. Издательство: New York. Nova Science Publishers. 2015.
4. Афинеевский А. В., Князев А. В., Лукин М. В., Осадчая Т. Ю., Прозоров Д. А., Румянцев Р. Н. Каталитические свойства и дезактивация скелетного никеля в реакциях жидкофазной гидрогенизации. Монография / [А. В. Афинеевский и др.]; Ивановский гос. хим.-технолог. ун-т; под ред. А. В. Князева. — Казань: Бук, 2018—316 с.
5. A Closer Look at Hormones. Editor: Knyazev Alexander. New York. Nova Science Publishers. 2020. 338 pages.
6. Теория и практика гетерогенных катализаторов и адсорбентов / По редакцией О. И. Койфмана. — М.: ЛЕНАНД, 2020. — 584 с. Глава 4: Князев А. В., Сыров Е. В., Шварева А. Г. Неорганические сложные оксиды со структурами минералов пирохлора и перовскита как потенциальные материалы гетерогенных катализаторов.

## Учебные пособия
1. Мельникова Н. Б., Малыгина Д. С., Князев А. В. Введение в медицинскую химию. Учебное пособие. // Нижний Новгород: Нижегородский госуниверситет, 2024. 140с.
2. Черноруков Н. Г., Нипрук О. В., Князев А. В. Радиоактивность и экология. Учебное пособие. // Н.Новгород: Изд-во Нижегородского госуниверситета, 2016. 98с.
3. Черноруков Н. Г., Князев А. В., Нипрук О. В. Электронное строение и свойства трансурановых элементов. Учебное пособие. // Н.Новгород: Изд-во Нижегородского госуниверситета, 2014. 102с.
4. Пахомов Л. Г., Кирьянов К. В., Князев А. В. Физические методы в химических исследованиях (теория-задачи-ответы). Учебное пособие. Н.Новгород: Изд-во Нижегородского госуниверситета, 2007. 286с.[7]

## Основные публикации
1. Bulanov E.N., Wang J., Knyazev A.V., White T., Manyakina M.E., Baikie T., Lapshin A.N., Dong Z. Structure and thermal expansion of calcium-thorium apatite. // Inorganic Chemistry. 2015. V.54. Р. 11356-11361.
2. Knyazev A.V., Letyanina I.A., Plesovskikh A.S., Smirnova N.N., Knyazeva S.S. Thermodynamic properties of vitamin B2. // Thermochimica Acta. 2014. V.575. P.12-16.[8]
3. Knyazev A.V., Smirnova N.N., Plesovskikh A.S., Shushunov A.N., Knyazeva S.S. Low-temperature heat capacity and thermodynamic functions of vitamin B12. // Thermochimica Acta. 2014. V.582. P.35-39.
4. Knyazev A.V., Smirnova N.N., Mączka M., Hermanowicz K., Knyazeva S.S., Letyanina I.A., Lelet M.I. Thermodynamic and spectroscopic properties of Co7/3Sb2/3O4. // Journal of Chemical Thermodynamics. 2014. V. 74. P. 201—208.
5. Knyazev A.V., Smirnova N.N., Manyakina M.E., Shushunov A.N. Low-temperature heat capacity and thermodynamic functions of KTh2(PO4)3. // Thermochimica Acta. 2014. V.584. P.67-71.
6. Knyazev A.V., Chernorukov N.G., Letyanina I.A., Zakharova Yu. A., Ladenkov I.V. Crystal structure and thermodynamic properties of dipotassium diiron(III) hexatitanium oxide. // Journal of Thermal Analysis and Calorimetry. 2013. V.112. P.991-996.
7. Bissengaliyeva M.R., Knyazev A.V., Bekturganov N.S., Gogol D.B., Taimassova Sh.T., Smolenkov Yu.Y., Tashuta G.N. Crystal structure and thermodynamic properties of barium-thulium bismuthate with perovskite structure. // Journal of the American Ceramic Society. 2013. V.96. Issue 6. P.1883-1890.
8. Knyazev A.V., Smirnova N.N., Mączka M., Knyazeva S.S., Letyanina I.A. Thermodynamic and spectroscopic properties of spinel with the formula Li4/3Ti5/3O4. // Thermochimica Acta. 2013. V.559. P.40-45.
9. Salomatina E.V., Bit’urin N.M., Gulenova M.V., Gracheva T.A., Drozdov M.N., Knyazev A.V., Kir’yanov K.V., Markin A.V., Smirnova L.A. Synthesis, structure, and properties of organic-inorganic (co)polymers containing poly(titanium oxide). // Journal of Materials Chemistry C. 2013. V. 1. P. 6375 — 6385.
10. Knyazev A.V., Mączka M., Ladenkov I.V., Bulanov E.N., Ptak M. Crystal structure, spectroscopy, and thermal expansion of compounds in MI2O-Al2O3-TiO2 system. // Journal of Solid State Chemistry. 2012. V. 196. P.110-118.
11. Mączka M., Knyazev A.V., Majchrowski A., Hanuza J., Kojima S. Temperature-dependent Raman scattering study of defect pyrochlores RbNbWO6 and CsTaWO6. // Journal of Physics: Condensed Matter. 2012. V.24. 195902. P.1-10.
12. Knyazev A.V., Chernorukov N.G., Bulanov E.N. Apatite-structured Compounds: Synthesis and High-temperature Investigation. // Materials Chemistry and Physics. 2012. V. 132. Issues 2-3. P.773-781.
13. Knyazev A.V., Kuznetsova N.Yu., Chernorukov N.G., Tananaev I.G. Physicochemical investigation and thermodynamics of oxides compounds of uranium and phase for immobilization of radionuclides. // Thermochimica Acta. 2012. V.532. P.127-133.
14. Knyazev A.V., Mączka M., Bulanov E.N., Ptak M., Belopolskaya S.S. High-temperature thermal and X-ray diffraction studies, and room-temperature spectroscopic investigation of some inorganic pigments. // Dyes and Pigments. 2011. V.91. P.286-293.
15. Mączka M., Knyazev A.V., Kuznetsova N.Yu., Ptak M., Macalik L. Raman and IR studies of TaWO5.5, ASbWO6 (A = K, Rb, Cs, Tl) and ASbWO6•H2O (A = H, NH4, Li, Na) pyrochlore oxides. // Journal of Raman Spectroscopy. 2011. V.42. P.529-533.

## Патенты
1. Буланов Е. Н., Князев А. В., Корокин В. Ж., Блохина А. Г. Способ получения наногидроксиапатита. Патент на изобретение № 2614772.
2. Князев А. В., Сомов Н. В., Шипилова А. С., Гусарова Е. В., Князева С. С. Монокристаллический сольват этанола кортизона ацетата и способ его получения. Патент на изобретение № 2637504.

## Хобби
- Путешествия и коллекционирование минералов.

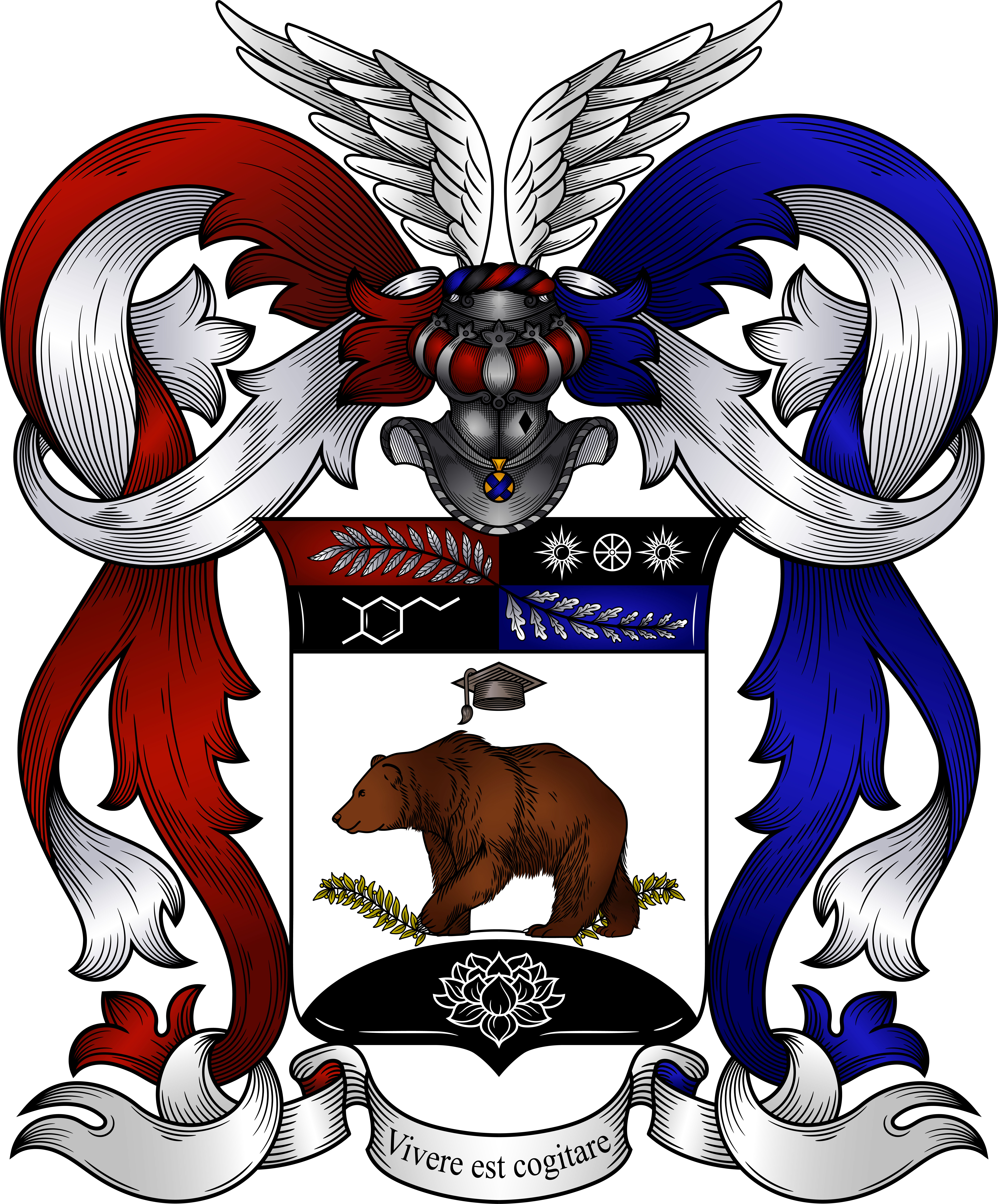
Фамильный герб семьи Князевых (свидетельство №620)

- Фамильный герб семьи Князевых (свидетельство №620)Геральдика
- Единоборства